# Христина Піпер
Графиня Христина Піпер (швед. Christina Piper, до шлюбу Törne; 1673—1752) — шведська політична діячка і підприємиця.

## Біографія
Народилася в 1673 році в Стокгольмі старшою дитиною багатого комерсанта Олофа Тьорне і Маргарети Андерсен (Margareta Andersen).
Батько був посвячений в лицарі в 1698 році й став носити прізвище Тьорнфлайхт (Törnflycht). Бабуся належала до родини Hising і була нащадкою сімейного кола архієпископа Петруса Кенісиуса. Мати теж мала благородні шотландські корені. Христина мала двох братів: Олофа і Міхаеля, які стали масонами в 1719 і в 1731 роках відповідно.
У 17 років, 13 лютого 1690 року, одружилася з 25-річним графом Карлом Піпером, ставши родоначальницею всієї подальшої лінії прізвища Піпер: тільки вони з чоловіком мали 8 дітей.

## Діяльність
Коли у 1697 році чоловіка, держсекретаря і канцлера, призначили державним міністром, Христина Піпер стала відігравати суттєву роль у політиці держави, як дружина і найближча подруга міністра. Запровадила важливі прийоми в супроводі шведських чиновників та іноземних дипломатів, що шукали прихильності її чоловіка і короля. У 1700—1710 роках подружжя Піпер грало в державі таку ж роль, як Магдалена Стенбок і Бенгт Оксеншерна протягом 1680—1690 років, а також Маргарета Джилленстієрна і Арвід Горн в 1720—1730 роках: подружні пари, які виступали в якості партнерів, що мали вплив на політичне життя держави.
Христина Піпер стала відповідальною за справи у своєму великому сімействі з 1700 року, коли її чоловік разом з королем Карлом XII покинув країну для участі у Великій північній війні главою польового королівського офісу. Вона двічі відвідувала Карла під час воєнних дій: вперше у Равичі в 1705 році і другий — в Альтранштадті в 1707 році. Під час першого візиту Піпер була прийнята польською королевою Катериною Опалинською і відвідала Ридзинський замок. Під час другого візиту зустрічалася з Джоном Черчіллем, 1-м герцогом Мальборо. В ході Полтавської битви 1709 року Карл Піпер потрапив у полон і був відправлений в Росію, де залишався до смерті у 1716 році (перевезений в Швеціїю в 1718 році і остаточно похований в 1719). Карла Піпера звинуватили в тому, що він переконав Карла XII напасти на Росію, а також у поразці в Полтавській битві. Христина Піпер у зв'язку з пережитим у ці важкі часи вимушена залишити Стокгольм.
Після смерті чоловіка Піпер відсторонена від впливу на державні справи, тож зосередилась на управлінні маєтками і локальній політиці. Оселилася в замку Krageholms slott в провінції Сконе. Використовувала становище землевласниці для впливу на місцеву політику, ставши важливою фігурою в місцевому народному господарстві. У 1725 році Піпер придбала землю в Андрарумі і організувала велике виробництво алюмінію і будівельних матеріалів на основі місцевого глинозему і сланцевих квасців. Вона побудувала в Андрарумі для своїх робочих школу, будинок для літніх, в'язниці та лікарні. Вибудувала в 1740 році в маєтку новий замок Christinehofs slott і навіть випускала власні монети з ініціалами «CP», які можна було використовувати тільки в магазинах маєтку.
Померла в 1752 році в замку Krageholms slott провінції Сконе.